# Костенурки
 Тази статия е за разреда влечуги.  За бойната формация вижте Костенурка (формация).  
Chelonia, едно от латинските имена на разред Костенурки, сочи насам. За рода Chelonia вижте Зелена морска костенурка.
Костенурките (Testudines), по народно, наричани още желви, са едни от най-древните типове животни на планетата (отпреди 200 милиона години).
Те са влечуги от разред Testudines (Костенурки), наричан също Chelonia. Има изцяло сухоземни видове (сухоземни костенурки), обитаващи дори пустинни области, както и водни представители, срещащи се в солени (морски костенурки) или сладки води (сладководни костенурки).
Това са най-примитивните сред всички съществуващи в съвремието (19.-21. век) влечуги, стоящи близо до общия предшественик и разпространени навсякъде с изключение на Антарктика.
Световният ден за защита на морските костенурки се отбелязва на 23 май от 2000 г.

## Анатомия и морфология
Размерите на костенурките варират от 11,5 cm до 180 cm, съответно с тегло от няколко десетки грама до 590 kg.
Xарактерна тяхна черта е наличието на черупка (панцер), състоящ се от две части – горна (карапакс) и долна (пластрон), съединени странично чрез мост. Типичният карапакс се състои от около 50 кости и е покрит с приблизително същия брой рогови щитчета. Пластронът е относително монолитен, с по-малък брой кости и рогови щитчета.
Костенурките са студенокръвни (пойкилотермни) животни, т.е. притежават непостоянна телесна температура, зависеща от тази на околната среда. Изключение е кожестата костенурка (Dermochelys coriacea), способна да поддържа по-висока телесна температура от тази на околното пространство, по неизвестен механизъм. За да набавят необходимата топлина за активизирането на метаболитните си процеси, всички останали видове костенурки трябва да получават допълнително енергия отвън, например нагрявайки се на слънце или от топли водни течения, което е и причината за неразпространението им в земи със студен климат. При условия на захлаждане изпадат в хибернация(минимализиране на всички жизнени процеси) и живеят без (или почти без) да се хранят, но ограничавайки движението си. При последващо затопляне могат отново възобновят своята активност.
Всички костенурки дишат чрез сравнително добре развит бял дроб. Черупката затруднява самия акт на вдишване и не позволява на гръдния кош да се разширява. Поради тази причина костенурките притежават специални мускули, които активно напомпват въздух в белите дробове. Морските и сладководните костенурки дишат атмосферен въздух и са състояние да задържат въздух значително време под водата.
Хранителните им навици са разнообразни, съществуват изцяло растителноядни и хищници констенурки, както и всеядни видове.

## Размножаване
Размножават се чрез яйца, които женската снася в предварително изкопана дупка на сушата. Самото яйце, както при всички влечуги е от амниотичен тип. Амнионът (amnion) е вътрешна ципа, която обвива развиващия се зародиш и формира пространство запълнено с течност (амниотична течност). Това е еволюционен напредък спрямо яйцата на земноводните животни. Амнионът предпазва зародиша от околната суша, като му осигурява водна среда. Зародишът има още предпазни обвивки – под самата черупка на яйцето е разположена друга предпазна мембрана – хорион (chorion). Непосредствено под нея при развитието на зародиша се формира ново пространство, заградено от трета мембрана – алантоис (allantois). Алантоисът е натоварен предимно с газова обмяна и складиране на отпадни метаболитни продукти от зародишното развитие (пикочният мехур при възрастните произлиза от алантоиса). По-късно в развитието на яйцето алантоисът и хорионът се сливат в обща защитна мембрана (хориоалантоис), която се натоварва с дихателни функции, а отпадните продукти се натрупват в пространството, което загражда. Самият зародиш се изхранва от резервните хранителни вещества в яйцето – от т.нар. жълтъчен сак. Отвън се формира кожеста черупка на яйцето.
Полът на костенурките се формира до голяма степен от факторите на средата – най-вече от околната температура по време на инкубацията. Развитието на яйцето трае от 45 до 90 дни. Когато малките са вече напълно оформени, те пробиват черупката с т.нар. зародишев зъб (caruncula), разположен отпред на горната челюст. Излизат от гнездото в пясъка (когато костенурката е морска - гнездата в този случай са на брега на морето) и започват самостоятелен живот.

## Таксономия
- разред Testudines – Костенурки
  - подразред Paracryptodira (изчезнал) †
  - подразред Cryptodira – Скритошийни костенурки
    -       - семейство Chelydridae – Кайманови костенурки
      - семейство Meiolaniidae (изчезнал) †

    - надсемейство Chelonioidea – Соленоводни костенурки
      - семейство Protostegidae (изчезнал) †
      - семейство Thalassemyidae (изчезнал) †
      - семейство Toxochelyidae (изчезнал) †
      - семейство Cheloniidae – Морски костенурки
      - семейство Dermochelyidae – Кожести костенурки

    - надсемейство Kinosternoidea
      - семейство Dermatemydidae – Речни костенурки
      - семейство Kinosternidae – Тинести костенурки
      - семейство Platysternidae – Голямоглави костенурки

    - надсемейство Testudinoidea
      - семейство Haichemydidae (изчезнал) †
      - семейство Sinochelyidae (изчезнал) †
      - семейство Lindholmemydidae (изчезнал) †
      - семейство Emydidae – Блатни костенурки
      - семейство Geoemydidae – Азиатски речни костенурки
      - семейство Testudinidae – Сухоземни костенурки

    - надсемейство Trionychoidea
      - семейство Adocidae (изчезнал) †
      - семейство Carettochelyidae – Двуноктести костенурки
      - семейство Trionychidae – Мекочерупчести костенурки

  - подразред Pleurodira – Страничношийни костенурки
    -       - семейство Proterochersidae (изчезнал) †
      - семейство Chelidae – Змиеврати костенурки
      - семейство Araripemydidae (изчезнал) †

    - надсемейство Pelomedusoidea
      - семейство Pelomedusidae – Пеломедузови костенурки
      - семейство Bothremydidae (изчезнал) †
      - семейство Podocnemididae – Мадагаскарски и Американски Страничношийни костенурки

## Костенурките в религиите, традициите и фолклора
- Костенурката е най-древният символ на Земята.
- Костенурката е символ на успех, здраве, дълголетие, постоянство, търпение и мъдрост.
- Костенурката е символ на космическия ред.
- Костенурката е талисман на кариерата – символ на небесната подкрепа и защита.
- Според древен мит, присъстващ в хиндуиската, китайската и индианската митология, плоската Земя се държи от 3 (или 4) слона, стъпили върху огромна костенурка.
- Америка – костенурката се свързва със силата на женската енергия.
- Африка – костенурката е символ на женската плодовитост.
- Индия – костенурката олицетворява Създателя и притежателя на Земята.
- Китай – костенурката носи света на гърба си. Тя е символ на плодородието, издръжливостта, жизнеността и на голямо търпение. Сред китайците са разпространени гадания по плочките на черупката на костенурка.
- Полинезия – костенурката е символ на плодородие и на дълъг живот.
- Япония – костенурка е символ на дълголетие и добро благосъстояние. Смята се, че да видиш костенурка носи 10 000 години щастие.
- Далечен Изток – горната част на черупката на костенурката е символ на небето, а долната – на Земята. Почитат я като пазител на небесните врати.
- Западна Европа – костенурките са символ на злите сили, които се появяват по време на война.
- Индианци – костенурката е символ на връзката между племето и неговите предци, но у ацтеките костенурките са символ на малодушие и горделивост.
- Гръко-римски свят – костенурка е емблема на Афродита в древногръцката и Венера в древноримската митология
- „Костенурка и заек“ е класическа басня от Езоп, в която бавната, но усърдна и постоянна костенурка надбягва бързия, но нехаен заек.